# Gammelstillaån
Gammelstillaån är en kort å som rinner från sjön Nedre Dammen, Gästrikland i Gammelstilla ut till sjön Ottnaren.